# Vuoi vedere che ti amo
Vuoi vedere che ti amo è un singolo del cantautore pop rock italiano Gianluca Grignani, registrato in duetto con la cantautrice L'Aura e pubblicato come singolo il 7 novembre 2008.

## Descrizione
Il brano, originariamente incluso del disco di Grignani Cammina nel sole, è stato registrato nuovamente in versione duetto ed incluso nella ristampa dell'album. Scritto e prodotto dallo stesso Grignani, è stato pubblicato come singolo il 7 novembre 2008, dopo essere stato diffuso in rotazione radiofonica a partire dal 17 ottobre precedente.
Il video della canzone è diretto da Cosimo Alemà.

## Tracce
1. Vuoi vedere che ti amo – 4:06

## Classifiche
| Classifica (2008) | Posizione |
| ----------------- | --------- |
| Italia            | 30        |